# Кокозек (Жамбылская область)
Кокозе́к (ранее — Кокузе́к, каз. Көкөзек) — село в Байзакском районе Жамбылской области Казахстана, входит в состав Суханбаевского сельского округа. Код КАТО — 313647400.

## География
Село расположено в центральной части Байзакского района, в 7 километрах к северу от административного центра сельского округа села Жакаш, в 20 километрах к северо-востоку от районного центра села Сарыкемер, и примерно в 35 километрах к северо-востоку от областного центра города Тараз. Ближайшая железнодорожная станция Акчулак — расположена в 22 километрах к югу от села (по дороге — 24,7 км). Соседние населённые пункты: Карасу в 4 километрах к югу, Акжар в 3 километрах к западу, Туймекент в 4 километрах к юго-западу. Транспортное сообщение осуществляется по автодороге КН-6 (Акчулак — Туймекент — Сарыкемер — Тараз). Высота центра населённого пункта — 491 метров над уровнем моря.

## Население
| Численность населения | Численность населения | Численность населения |
| 1989                  | 1999                  | 2009                  |
| --------------------- | --------------------- | --------------------- |
| 742                   | ↗839                  | ↘774                  |

### Известные жители и уроженцы
- Алибаева, Алтынкуль (1918 — ?) — Герой Социалистического Труда.
- Дидарбекова, Наужан (1909 — ?) — Герой Социалистического Труда.